# سابا حبشى
سابا باشا حبشى (مصر 1897 - كامبردج إنجلترا 1996) محامي دولي وقاضي ووزير للتجارة والصناعة (1938 - 1940) في وزارة علي ماهر باشا وكان أول عضو مجلس إدارة مصري لنادى هليوبوليس الرياضي في هليوبوليس "حي مصر الجديدة في 8 مارس 1943، وكان عضو في المجلس الملي الذي يضم العلمانيين لإدارة شؤون الكنيسة الكنيسة القبطية الأرثوذكسية.
الدكتور سابا حبشى حصل على الدكتوراة من جامعة باريس. ودرس القانون الجنائي في جامعة القاهرة.
هاجر من مصر بعد انقلاب يوليو 1952، واشتغل خبير دولي في نيويورك ومحامي لشركات البترول الأمريكية، ساعد شوقى كراس في تأسيس الهيئة القبطية الأمريكية سنة 1972.